# Radio Agora
Radio Agora je večjezična nekomercialna radijska postaja na avstrijskem Koroškem, organizirana kot društvo. Slovenski skupnosti namenja dvanajst ur programa dnevno. Oblikujejo ga Slovensko uredništvo regionalnega studia ORF in neodvisni radijski producenti iz vseh starostnih in družbenih skupin.
Okrajšava AGORA pomeni Avtonomno gibanje odprtega radia. Hkrati pa temelji na grški besedi agora, ki označuje osrednji zbor ali trg v antični Grčiji, kjer so se srečevali filozofi in učenjaki, da bi izmenjevali ideje in dognanja.
Sedež in studio sta v Celovcu. Agora je član Liste svobodnih radijev Avstrije (VFRÖ). Bil je prejemnik Rizzijeve nagrade za leto 2020.

## Zgodovina
Vse do devetdesetih let dvajsetega stoletja je v republiki Avstriji obstajal državni radiodifuzijski monopol.
Po nekaj ilegalnih in poskusnih oddajanjih z Višarij v Italiji, je leta 1990 društvo Agora skupaj s še štirimi drugimi pritožniki vložilo pritožbo zoper radiodifuzijski monopol na Evropskem sodišču za človekove pravice v Strasbourgu; z utemeljitvijo da monopol otežuje dostop do radijskega medija, zlasti za manjšine. Preboj se je zgodil leta 1993, ko je sodišče razglasilo radiodifuzijski monopol v Avstriji za nezakonitega. S tem so bili postavljeni temelji za oddajanje zasebnih in komercialnih radijskih postaj
Leta 1998 je bilo podjetju Agora Korotan AKO Lokalradio GmbH odobreno dovoljenje za radijsko oddajanje in 26. oktobra 1998 je začel oddajati radio AGORA 105,5. Pod sloganom Svež veter v koroškem etru je dnevno predvajanih 12 ur programa, pri čemer je enakopravno vključena slovenska narodnost, ki živi na Koroškem.

## Oddajanje
Na FM področju je sprejem mogoč na avstrijskem Koroškem in Štajerskem, delno tudi v obmejnih krajih Slovenije ter Furlanije in sicer z oddajnikov:
- Dobrač/Dobratsch (105,5 MHz)
- Čajna/Nötsch (100,9 MHz)
- Vetrinj/Viktring (98,8 MHz)
- Slovenji Plajberk/Windisch Bleiberg (107,5 MHz)
- Sele Fara/Zell Pfarre (106,6 MHz)
- Železna Kapla/Bad Eisenkappel (100,0 in 100,9 MHz)
- Mostič/Brückl (100,6 MHz)
- Golica/Koralm (106,8 MHz)
- Sobota/Soboth (101,9 MHz)
- Lučane/Leutschach (98,4 MHz)
- Radgona/Radkersburg (92,6 MHz)

Poleg tega je spremljanje Radia Agora mogoče tudi preko spleta.

## Program
Radio Agora oddaja v slovenščini vsak dan med 6.00 in 18.00 uro. Program je brez oglasov. Osem ur dnevno oblikujejo v slovenskem uredništvu ORF, štiri ure pa društvo Agora, ki zainteresiranim neodvisnim producentom omogoča ustvarjanje avrorskih programov v okviru odprtega dostopa. Koncept je različnim skupnostim dati glas in se osredotočiti na njihove interese. V nočnem programu so poleg nemščine trenutno v uporabi še bosanski, hrvaški, srbski, ruski, madžarski, španski in angleški jezik.
Trenutno deluje 34 različnih oddaj, ki jih oblikujejo tako zaposleni kot honorarci.

## Zunanje Povezave
- Spletna stran
- Livestream Radio Agora
- Spletna stran ORF slovenske manjšine

## Vira
- https://www.novice.at/kultura/rizzijeva-nagrada-za-radio-agora/
- https://www.festival-lent.si/dogodek/svobodni-radio-agora-iz-celovca/